# Casa Espínola Pereira
La Casa Espínola Pereira es un inmueble de estilo neoclásico francés ubicado en el costado sur de la Alameda del Libertador Bernardo O'Higgins en Santiago, Chile. Desde 1990 es la sede de la Central Unitaria de Trabajadores (CUT).

## Historia
La construcción del inmueble fue encargada por Ricardo Solano Astaburuaga, quien prácticamente no lo habitó y lo vendió a Belisario Espínola. En los años 1920, el palacio pasó a ser propiedad de Julio Pereira Íñiguez, siendo remodelado por el arquitecto Alberto Cruz Montt. Tras su muerte fue habitada por su viuda y por su hijo, hasta que en 1971 la casa fue vendida al Estado para poder instalar un Museo Pedagógico en el lugar, proyecto que nunca se desarrolló; en su reemplazo, el 15 de diciembre de 1972 fue inaugurado en el recinto un jardín infantil que fue acondicionado por la Sociedad Constructora de Establecimientos Educacionales y recibió una donación de equipos y material didáctico desde la Unión Soviética.
Sufrió daños producto del terremoto de 1985, quedando inhabitada durante los 5 años posteriores. Desde 1991 se arrendaba a la Central Unitaria de Trabajadores, hasta que en 2005 el gobierno de Ricardo Lagos transfirió el inmueble definitivamente a la CUT.
Fue declarado Monumento Nacional, en la Categoría de Monumento Histórico, el 11 de octubre de 2024.

## Arquitectura
El palacio está inspirado en el movimiento neoclásico francés. La remodelación del arquitecto chileno Alberto Cruz Montt creó un hall central y un comedor en boiserie, salones con revestimiento textil en muros, pisos de madera e incorporó parte del mobiliario. Presenta un volumen de 10 m de altura, con dos pisos de 600 m² y un piso zócalo de 150 m², incluyendo un balcón que da hacia la Alameda  y una galería de ventanas con arco de medio punto. Sus espacios interiores se organizan en torno al hall, revestido en madera, donde se encuentra la escalera principal que conduce al segundo piso. Entre sus elementos destaca el parqué machihembrado con diversos diseños y cielos con yesería, algunos de los cuales conservan el decorado original. El palacio se caracteriza por sus espacios altos y amplios, con muros interiores y fachadas ornamentadas con molduras propias de la época. Hacia el interior del predio el edificio se abre a un patio con terrazas y jardines. Se identifica también un pabellón con salas, construido en 1972, y un auditorio, construido en 1994 por la CUT.